# داستان هزار دلار
هزار دلار داستان کوتاهی از او. هنری با پیچش داستانی است. این داستان در سال ۱۹۰۸ در مجموعه صدای شهر منتشر شد.
داستان در مورد پسر جوان فاسدی به نام بابی گیلیان است که هزار دلار ارث عمویش به او رسیده است و او باید نحوه هزینه کرد آن مبلغ را به وکیل گزارش دهد.